# Волжки
Волжки (на руски: Волжский) е град във Волгоградска област, Русия. Населението му към 1 януари 2018 година е 325 224 души. Основан е през 1951 г., а получава статут на град през 1954 г.

## Побратимени градове
- Оломоуц, Чехия